# La Chaussaire
La Chaussaire is een plaats en voormalige gemeente in het Franse departement Maine-et-Loire in de regio Pays de la Loire. De plaats maakt deel uit van het arrondissement Cholet.

## Geschiedenis
Toen op 15 maart 2015 het kanton Montrevault werd opgeheven gingen de gemeenten op in het kanton Beaupréau. Op 15 december 2015 fuseerden de gemeenten van het voormalige kanton tot de commune nouvelle Montrevault-sur-Èvre.

## Geografie
De oppervlakte van La Chaussaire bedraagt 12,2 km², de bevolkingsdichtheid is 55,7 inwoners per km².
De onderstaande kaart toont de ligging van La Chaussaire met de belangrijkste infrastructuur en aangrenzende gemeenten.

## Demografie
Onderstaande figuur toont het verloop van het inwonertal.
La Boissière-sur-Èvre · Chaudron-en-Mauges  ·La Chaussaire · Le Fief-Sauvin · Le Fuilet · Montrevault · Le Puiset-Doré · Saint-Pierre-Montlimart · Saint-Quentin-en-Mauges · Saint-Rémy-en-Mauges · La Salle-et-Chapelle-Aubry